# Tetyana Shynkarenko
Tetyana Shynkarenko (Chernivtsi, 26 de outubro de 1978) é uma ex-handebolista profissional ucraniana, medalhista olímpica.
Tetyana Shynkarenko fez parte do elenco da medalha de bronze inédita da equipe ucraniana, em Atenas 2004.